# Tabuleiro (kommun)
Tabuleiro är en kommun i Brasilien.   Den ligger i delstaten Minas Gerais, i den sydöstra delen av landet, 800 km sydost om huvudstaden Brasília. Antalet invånare är 4 076.
Följande samhällen finns i Tabuleiro:
- Tabuleiro

Omgivningarna runt Tabuleiro är huvudsakligen savann. Runt Tabuleiro är det ganska glesbefolkat, med 42 invånare per kvadratkilometer.